# La Voz Kids (Uruguay)
La Voz Kids es un concurso de talentos uruguayo estrenado el 6 de marzo de 2023 por Canal 10. Se trata de una adaptación del formato The Voice Kids original de los Países Bajos y parte de la franquicia internacional The Voice, creada por el productor de televisión neerlandés John de Mol.

## Historia
El 27 de junio de 2022 durante la gala final de la primera temporada de La voz Uruguay se anunció el lanzamiento de las inscripciones para una nueva edición a emitirse el año siguiente, siendo el principal requisito ser mayor de seis años de edad. En los días siguientes se confirmó oficialmente la realización de una versión infantil del certamen. El 19 de octubre de 2022 se anunció al primer miembro del jurado, el vocalista de Márama, Agustín Casanova que también desempeña el rol en la versión adulta. A inicios de noviembre se confirmó que Rubén Rada y a su hija Julieta compartirían el rol de jurado ocupando una silla doble, y que Valeria Lynch sería la tercera coach. Finalmente, en enero de 2023, el cantante español Álex Ubago confirmó su presencia en el certamen.
El 20 de enero de 2023, mediante las redes sociales del programa se anunció que Noelia Etcheverry y Rafael Cotelo, ambas figuras de la cadena, serían los presentadores de la edición. En la primera semana de febrero se lanzaron las primeras promos, y el día 27 se anunció, mediante las redes sociales del programa, el estreno para el lunes 6 de marzo.
El 10 de mayo se anunció que el 2 de julio, el programa realizaría su propio show, La Voz Kids Live en el Antel Arena, en el cual participarían los miembros del jurado Casanova, y Rubén y Julieta Rada, así como participantes del certamen.
En septiembre de 2024 se confirmó la renovación del programa para una nueva temporada y la apertura de inscripciones. En mayo de 2025 se anunció que el jurado estaría compuesto con Agustín Casanova y Ruben Rada, quienes regresarían a sus roles, y Luana Persíncula. Asimismo, se confirmó que Daniel Ketchedjian se sumaría a la conducción junto a Etcheverry. El 10 de junio de anunció la fecha de estreno para el lunes 16 de ese mes.

## Formato
La voz Kids es la versión de La voz Uruguay para niños de entre 6 y 15 años. Esta cuenta con cuatro fases diferentes durante la competencia.
- Fase 1: Las audiciones a ciegas: En esta fase, los cuatro coaches estarán de espaldas a los participantes y se guiarán únicamente por su voz. Solo 60 conseguirán entrar. Si la voz del concursante conquista a un miembro del jurado, este pulsará un botón que hará girar su silla para poder ver al participante. De esta manera, demostrará que desea que este concursante forme parte de su equipo. Si más de un entrenador oprime el botón, el participante tendrá la opción de decidir con cual de los coaches quiere formarse en esta competición; pero si un único coach pulsa el botón, el concursante se irá a su equipo automáticamente. En caso de que nadie del jurado pulse el botón, significará que el participante no ha sido seleccionado.

- Fase 2: Las batallas: En esta etapa, los coaches se verán obligados a reducir su equipo a un tercio. Deberán enfrentar a tres de sus integrantes los cuales deberán cantar en un "ring". Quienes se enfrenten deberán demostrar quién tiene la mejor voz. Al final, cada coach tomará la decisión de eliminar a dos de ellos, quienes tendrán que abandonar la competición. Para que los entrenadores puedan tomar una decisión, son asesorados por otros cantantes. Después elegirán a dos y los otros tres cantarán la canción que cantaron en las audiciones a ciegas, de manera que elijan a uno de esos tres y se unirá a los otros dos para los directos.

- Fase 3: El último asalto: Cada concursante deberá defender ante los miembros del jurado y asesores de los mismos su tema de las audiciones a ciegas. Al final solo 4 de cada equipo serán seleccionados para la semifinal.

- Fase 4: La gran final: Esta última fase del programa engloba dos partes: La semifinal y la final. Los finalistas cantarán temas individualmente, así como con sus respectivos entrenadores, además de las actuaciones con artistas invitados. Tras la primera eliminación, solo 4 concursantes pelearán por la victoria.

## Equipo

### Presentador/a
| Presentador/a      | Temporadas | Temporadas |
| Presentador/a      | 1 (2023)   | 2 (2025)   |
| ------------------ | ---------- | ---------- |
| Noelia Etcheverry  |            |            |
| Rafael Cotelo      |            |            |
| Daniel Ketchedjian |            |            |

### Coaches
| Coach            | Temporadas | Temporadas |
| Coach            | 1 (2023)   | 2 (2025)   |
| ---------------- | ---------- | ---------- |
| Agustín Casanova |            |            |
| Rada & Julieta   |            |            |
| Valeria Lynch    |            |            |
| Álex Ubago       |            |            |
| Ruben Rada       |            |            |
| Luana Persíncula |            |            |

Entrenadores actuales
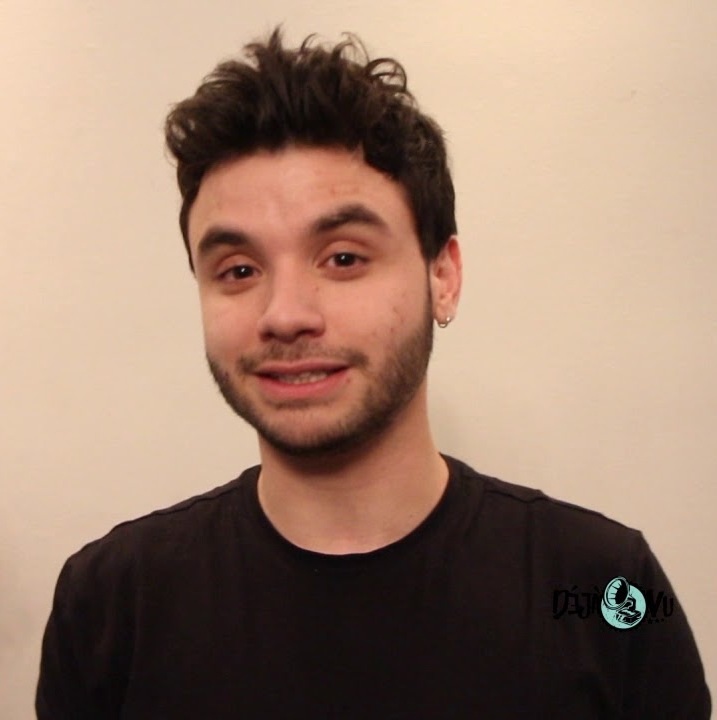
Agustín Casanova (Desde 2023)
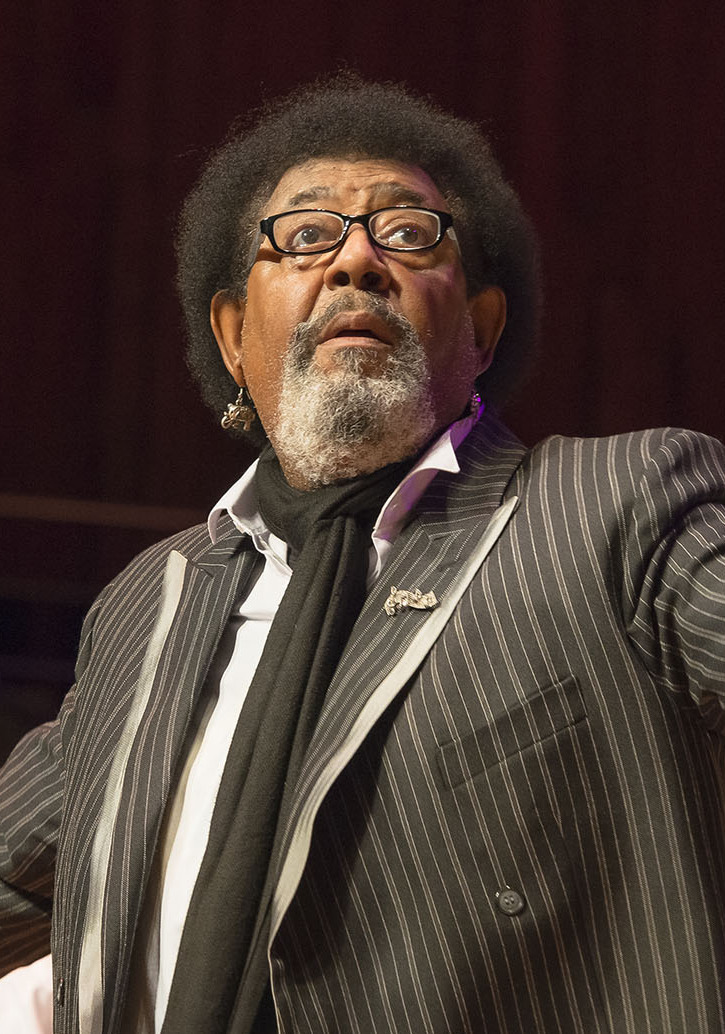
Rubén Rada (Desde 2023)
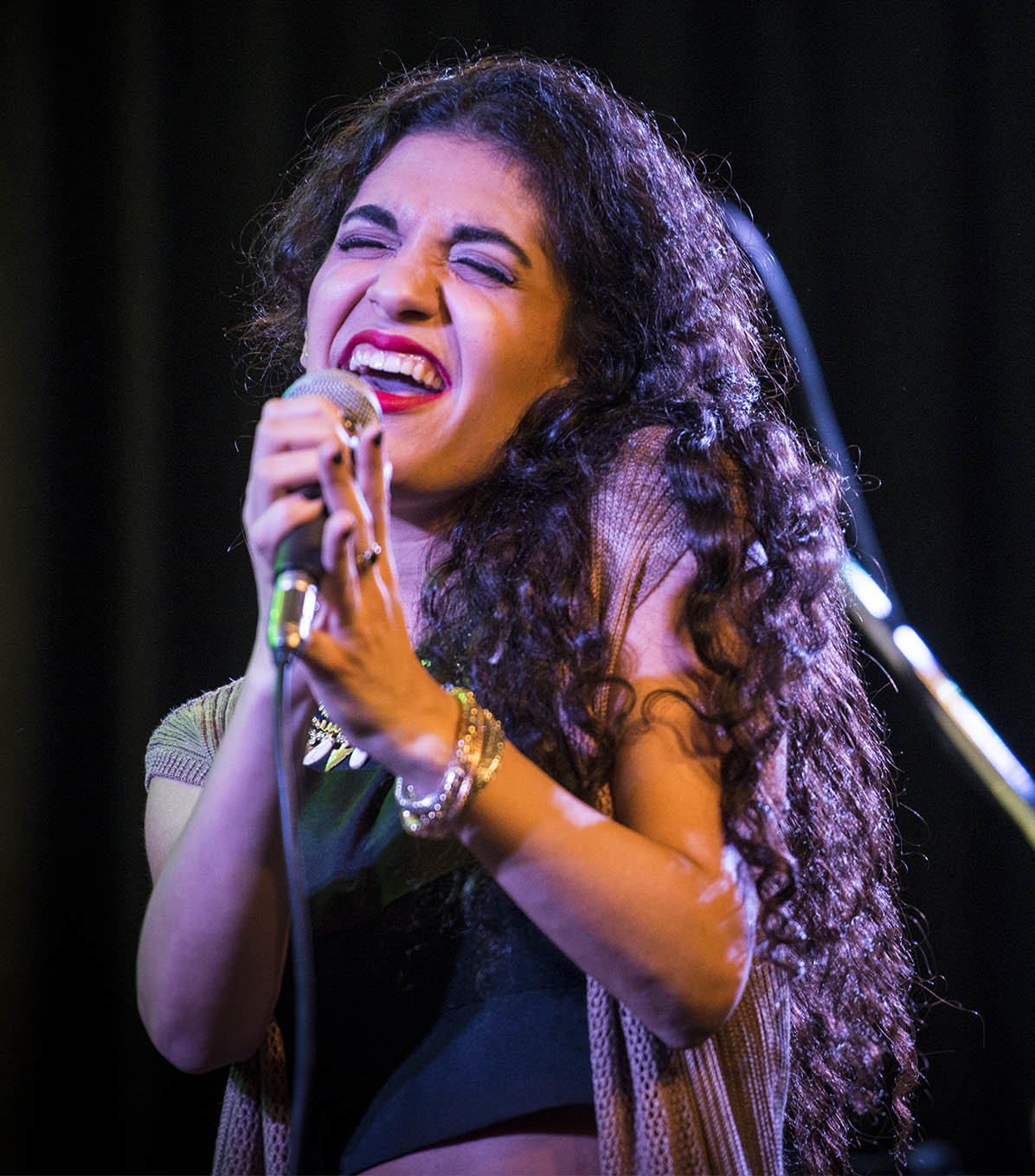
Julieta Rada (2023)
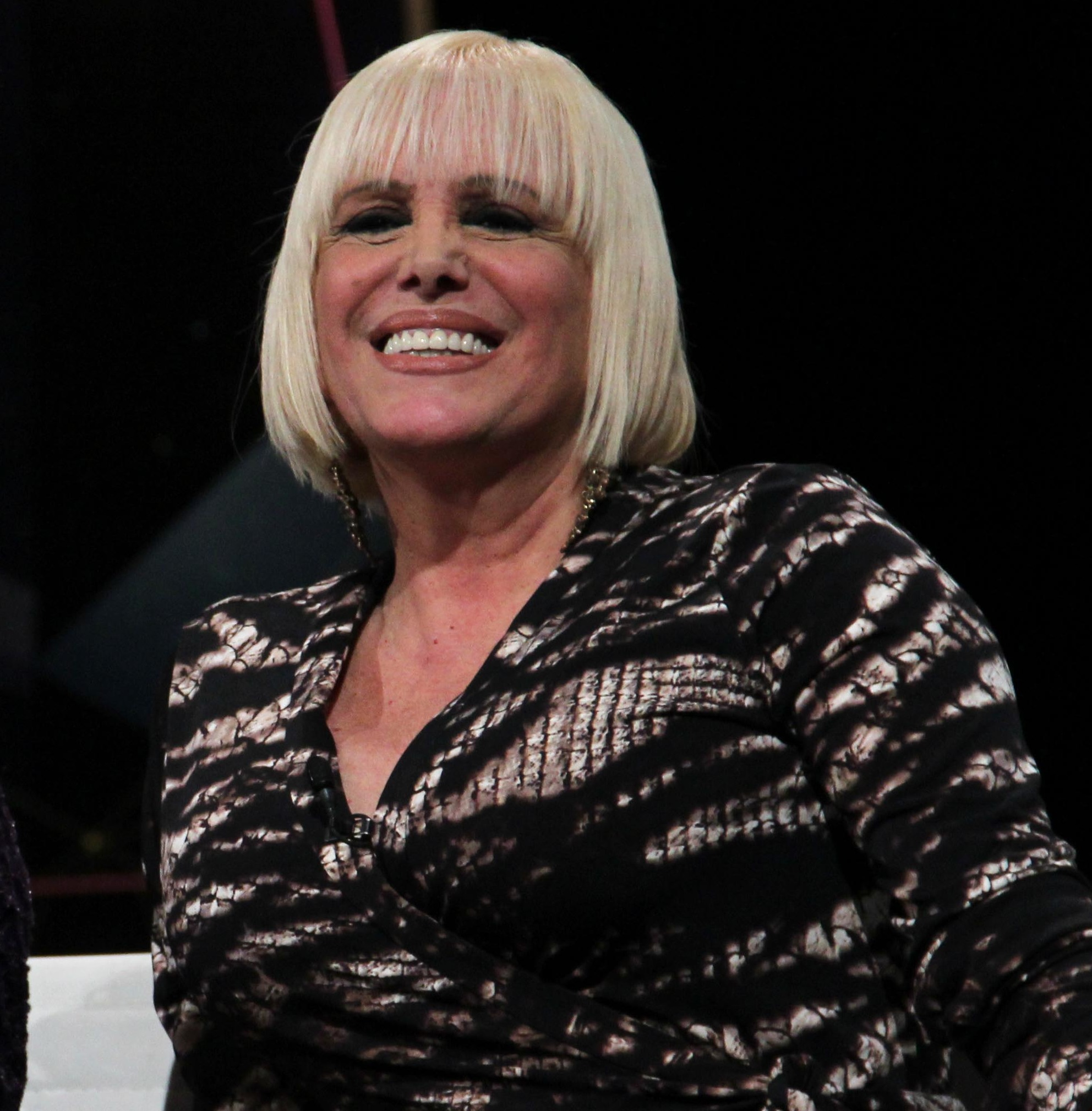
Valeria Lynch (2023)
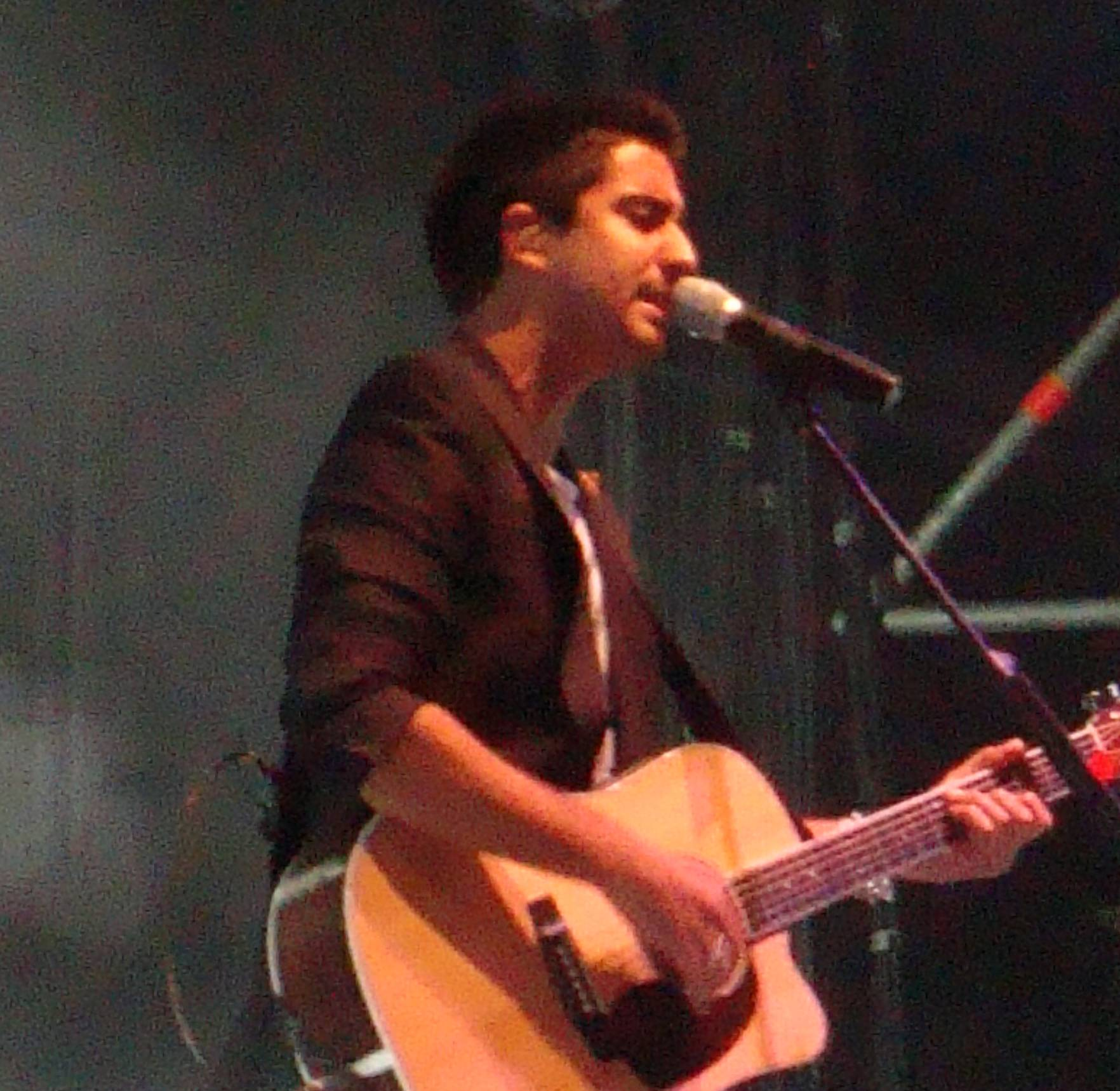
Alex Ubago (2023)
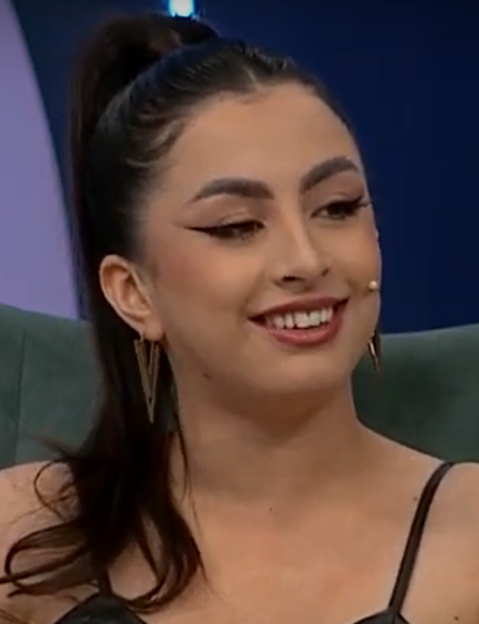
Luana Persíncula (Desde 2025)

## Resumen
| - Equipo Alex - Equipo Valeria - Equipo Rubén y Julieta - Equipo Agustín - Equipo Rubén - Equipo Luana |

| Temporada | Inicio              | Final              | Ganador           | Segundo Lugar     | Tercer Lugar      | Cuarto Lugar      | Entrenador Ganador | Presentador       | Backstage          | Coaches (Orden de las Sillas) | Coaches (Orden de las Sillas) | Coaches (Orden de las Sillas) | Coaches (Orden de las Sillas) |
| Temporada | Inicio              | Final              | Ganador           | Segundo Lugar     | Tercer Lugar      | Cuarto Lugar      | Entrenador Ganador | Presentador       | Backstage          | 1                             | 2                             | 3                             | 4                             |
| --------- | ------------------- | ------------------ | ----------------- | ----------------- | ----------------- | ----------------- | ------------------ | ----------------- | ------------------ | ----------------------------- | ----------------------------- | ----------------------------- | ----------------------------- |
| 1         | 6 de marzo de 2023  | 29 de mayo de 2023 | Sol Muñóz         | Aldana Cardozo    | Jalil Elías       | Agustina Espina   | Valeria Lynch      | Noelia Etcheverry | Rafael Cotelo      | Agustín                       | Rubén & Julieta               | Valeria                       | Alex                          |
| 2         | 16 de junio de 2025 | —                  | Próxima temporada | Próxima temporada | Próxima temporada | Próxima temporada | Próxima temporada  | Noelia Etcheverry | Daniel Ketchedjian | Agustín                       | Rada                          | Luana                         | N/A                           |